# 136473 Bakosgáspár
(136473) Bakosgáspár, denumire internațională (136473) Bakosgaspar, este un asteroid din centura principală de asteroizi.

## Descriere
136473 Bakosgáspár este un asteroid din centura principală de asteroizi. A fost descoperit pe 1 aprilie 2005 la Piszkesteto de Krisztián Sárneczky. Asteroidul prezintă o orbită caracterizată de o semiaxă mare de 2,47 ua, o excentricitate de 0,13 și o înclinație de 9,2° în raport cu ecliptica.